# 김용태 (1936년)
김용태(金瑢泰, 1936년 6월 1일~2021년 4월 23일)는 대한민국의 정치인이다. 제59대 내무부 장관, 제11·12·13·14대 국회의원, 문민정부 대통령 비서실장 등을 지냈다.

## 경력
- 조선일보 정치부 부장
- 조선일보 편집국 국장
- 민주정의당 대변인
- 국회 재무위원장
- 국회 예결위원장
- 국회 운영위원장
- 민주자유당 정책위원장
- 민주자유당 원내총무
- 내무부 장관
- 신한국당 당무위원
- 대통령 비서실장

## 학력
- 계성고등학교 졸업(1954년)
- 서울대학교 법과대학 법학과 학사(1963년)
- 미국 하버드 대학교 대학원 국제정치학과 정치학 석사(1971년)

## 역대 선거 결과
|  | 42.56% |

|  | 35.68% |

|  | 46.04% |

|  | 46.81% |

|  | 30.04% |

## 소속 정당
| 소속 정당 | 소속 정당  | 소속 기간 | 비고                |
| --------- | ---------- | --------- | ------------------- |
|           | 민주정의당 | 1981~1990 | 창당 정계 입문      |
|           | 민주자유당 | 1990~1995 | 합당                |
|           | 신한국당   | 1995~1997 | 당명 변경           |
|           | 한나라당   | 1997~2002 | 합당                |
|           | 무소속     | 2002~2021 | 탈당 정계 은퇴 사망 |

## 같이 보기
- 대구시 동구·북구
- 동구·북구 (대구 선거구)
- 북구 (대구 선거구)
- 대구 북구의 국회의원
- 대구 동구의 국회의원
- 대한민국의 행정안전부 장관
- 대한민국의 대통령비서실장